# Dorcoeax ovalis
Dorcoeax ovalis är en skalbaggsart som beskrevs av Stefan von Breuning 1946. Dorcoeax ovalis ingår i släktet Dorcoeax och familjen långhorningar. Inga underarter finns listade i Catalogue of Life.